# Mletački dužd
Mletački dužd (lat. Dux Venetiarum ili Dux Venetorum; tal. Doge di Venezia ili Doxe di Venezia), vrhovni poglavar Mletačke Republike u razdoblju od 697. do 1797. godine. Isprva je vlast dužda bila velika i doživotna, iako je bio izborni vladar, ali su njihovu moć od polovice 12. stoljeća nastojale ograničiti patricijske obitelji u Veneciji.
Vlast Mletačke Republike protezala se u različitim razdobljima, a osobito od prve polovice 15. stoljeća i nad hrvatskim zemljama, prvenstveno na području Dalmacije i Istre te je dužd bio ujedno i vladar tih teritorija do pada Mletačke Republike 1797. godine.

## Povijest

### Bizantsko razdoblje
Krajem 7. ili početkom 8. stoljeća poglavar bizantske pokrajine Venecije nazivao se dux. Prema predaji, prvi mletački dužd bio je Paolo Lucio Anafesto koji je bio izabran na tu dužnost 697. godine. Dužda je birao Bizant do približno 726. godine, nakon čega ga biraju istaknute domaće plemićke obitelji, a potvrđuje ga bizantski car. Za vrijeme bizantsko-franačkog rata, Venecija je bila 805. godine potpala pod franački autoritet, ali se poslije Aachenskog mira 812. godine vratila pod bizantski suverenitet.

## Vanjske poveznice
- Dužd - Hrvatska enciklopedija
- Dužd - Proleksis enciklopedija
- Dužd - Britannica Online (engl.)